# In the Market
In the Market è un film del 2009 diretto da Lorenzo Lombardi. 
Film indipendente italiano di genere horror uscito nelle sale italiane soltanto nel 2011.

## Trama
Tre ragazzi hanno finito la scuola, partono con una Jeep per un viaggio senza meta la cui unica tappa sicura è il concerto della loro band preferita. Il tragitto subisce una svolta improvvisa quando vengono rapinati da due ladri in una stazione di servizio. I ragazzi decidono di proseguire per andare almeno al concerto e, trovando lungo la strada un minimarket aperto 24 ore su 24, hanno l'idea di passarci dentro la notte, per rifocillarsi e fare rifornimento senza bisogno di soldi.
Ma quando pensano di essere soli scoprono Adam il macellaio, un serial killer che uccide le persone per poi rivenderne la carne. Egli cattura i tre e li tortura: inizia uno strano e inquietante monologo con il ragazzo costretto ad ascoltare. Adam avvicina un piccolo seghetto elettrico vicino al volto del ragazzo per spaventarlo, quindi lo spegne e continua il monologo. A un certo punto gira la sedia per mostrare al ragazzo che sul tavolo da macello c'è legata una delle ragazze. Adam taglia alcuni brandelli di carne di quest'ultima e li fa mangiare al ragazzo, poi la uccide.
Il ragazzo, mentre il suo carnefice è voltato, prova a fuggire, ma cade dalla sedia: come punizione Adam gli trita una mano. La scena si sposta sull'altra ragazza, che apparentemente è riuscita a scappare. La scena si rivela però frutto della sua fantasia: lei è ancora prigioniera nella cella frigorifera e il carnefice la fa a pezzi insieme agli altri ragazzi. Il giorno dopo, il finale mostra il macellaio esporre della carne (probabilmente proprio quella dei protagonisti) sul bancone in attesa dell'arrivo dei clienti.

## Distribuzione
Presentato al Tenebria Film Festival del 2009, fu inizialmente distribuito solo ad Arezzo con risultati modesti: 171 spettatori. Nel 2010 e 2011 è stato presentato in altri festival e sale cinematografiche. Il film ha ricevuto dei premi in alcuni festival minori.

## Accoglienza

### Critica
L'accoglienza da parte della critica è stata pessima: il film viene considerato poco più di un esercizio di stile e gli attori non credibili. Il Morandini lo giudica insensato e interminabile. Le critiche si sono perlopiù concentrate sulla recitazione assolutamente non credibile, la trama quasi del tutto assente per più di mezz'ora di film e la sceneggiatura a tratti giudicata incomprensibile.